# План Гуадалупе
План Гуадалупе (исп. Plan de Guadalupe) — манифест, провозглашённый 26 марта 1913 года губернатором штата Коауила Венустиано Каррансой на асьенде Гуадалупе в ответ на свержение и убийство президента Мексики Франсиско Мадеро.

ПЛАН ГУАДАЛУПЕ
МАНИФЕСТ К НАЦИИ
Учитывая, что законодательная и судебная власти признали и защитили генерала Викториано Уэрту и его незаконные и непатриотические процедуры против конституционных законов и предписаний, и учитывая, наконец, что некоторые правительства штатов Союза признали незаконное правительство, навязанное частью Армии, совершившей предательство, под командованием самого генерала Уэрты, несмотря на то, что нарушила суверенитет тех штатов, чьи губернаторы должны были первыми проигнорировать это, нижеподписавшиеся, начальники и офицеры, командующие конституционными силами, мы согласились и будем отстаивать с оружием в руках следующее:
ПЛАН
1. Генерал Викториано Уэрта не признан как президент Республики.
2. Законодательная и судебная власть Федерации также не признаются.
3. Правительства штатов, которые все еще признают федеральную власть, образующие нынешнюю администрацию, также не признаются через тридцать дней после опубликования настоящего Плана.
4. Для организации армии, отвечающей за обеспечение наших целей, мы назначили Первым главнокомандующим армией, именуемой «конституционалистской», гражданина Венустиано Карранса, губернатора штата Коауила.
5. Когда армия конституционалистов займет Мехико, гражданин Венустиано Карранса, первый главнокомандующий армией, или тот, кто заменит его в командовании, будет временно руководить исполнительной властью.
6. Временный президент Республики, после того как только мир будет установлен, проведет всеобщие выборы, передав власть избранному гражданину.
7. Гражданин, исполняющий обязанности первого главнокомандующего армией конституционалистов, в штатах, правительства которых признали Уэрту, займет пост временного губернатора и назначит местные выборы, после чего, как это предусмотрено в предыдущем пункте, передаст власть лицам, избранным для осуществления высоких федеративных полномочий,

Подписано в асьенде Гуадалупе. Коауила. 23 марта 1913 года.
План Гуадалупе был документом, единственной целью которого было свержение незаконного правительства Викториано Уэрты, и, в отличие от других планов революции, в нём не было социальной программы или предложения законодательных реформ.
Когда правительство Уэрты пало и 15 августа армия конституционалистов заняла Мехико, Венустиано Карранса счел нужным созвать республиканский Конвент с целью «согласования реформ, которые должны быть осуществлены, программы, которую временное правительство должно принять, даты выборов федеральных должностных лиц и другие вопросы, представляющие общий интерес». Упомянутый Конвент решил отстранить Венустиано Каррансу от должности и назначил Эулалио Гутьерреса Ортиса временным президентом, после чего Венустиано Карранса со своим правительством был вынужден покинуть Мехико и временно разместиться в Веракрусе.
В Веракрусе 12 декабря 1914 года он издал декрет о некоторых дополнениях к Плану Гуадалупе, где заявил, что, поскольку страна ещё не умиротворена действиями генерала Вильи, План Гуадалупе все ещё в силе, и он продолжает оставаться первым главнокомандующим конституционалистской армией и ответственным за исполнительную власть. Кроме того, он наделил себя полномочиями по принятию законов в этот период.
15 сентября 1916 года, после того как Вилья и Сапата потерпели поражение и мир был восстановлен, он объявил о реформе Плана Гуадалупе, согласно которой был созван Учредительный конгресс для изменения конституции страны.